# Henri Plumhof
Henri Plumhof, né à Bad Bevensen près de Lunebourg le 9 mars 1836 et mort le 24 juillet 1914, est un chef de chœur, compositeur, organiste et musicien vaudois.

## Biographie
Henri Plumhof vient d'une famille de musiciens. Fils d'un organiste et chantre, il fait ses études à Hanovre et fonctionne comme violoniste dans l'orchestre de cette ville. En 1855, il s'installe à Vevey et travaille comme maître de musique, directeur de chœurs et organiste. 
Il fonde dans sa cité d'adoption la Société chorale, chœur d'hommes qu'il dirige pendant 28 ans. En 1883, il est nommé organiste titulaire de Saint-Martin à Vevey. Il collabore avec François Gabriel Grast et Hugo de Senger (de) pour les Fêtes des vignerons de 1865 et 1889. On lui doit plus de 120 compositions essentiellement chorales dont les cantates Grandson 1467 (1873), Helvétie (1886) et Patrie et liberté (1898), composée pour le centenaire de l'indépendance du canton de Vaud.
Bourgeois d'honneur de la ville de Vevey, Henri Plumhof décède le 24 juillet 1914. Son buste est placé au Casino du Rivage.

## Sources
- « Henri Plumhof », sur la base de données des personnalités vaudoises sur la plateforme « Patrinum » de la Bibliothèque cantonale et universitaire de Lausanne.
- Dictionnaire des musiciens suisses, Zurich, Atlantis Verlag, 1964, p. 298
- Jean-Louis Matthey, « Henri Plumhof » dans le Dictionnaire historique de la Suisse en ligne.
- RISM Switzerland - Person 23727